# Ministeri d'Afers Minoritaris (Índia)
El Ministeri d'Afers Minoritaris és un ministeri del Govern de l'Índia que va ser esculpit al Ministeri de Justícia Social i Apoderament i creat el 29 de gener de 2006. És el cos àlgid dels programes regulatoris i de desenvolupament del govern central per a les comunitats religioses minoritàries a l'Índia, que inclou musulmans, sikhs, cristians, budistes, zoroastres (Parsis) i jaïns notificats com a comunitats minoritàries a El Butlletí de l'Índia a la secció 2 (c) de la Llei de 1992 de la Comissió Nacional per a les Minories.
El 4 de setembre de 2017, Mukhtar Abbas Naqvi va assumir el càrrec com a ministre del gabinet d'Afers Minoritaris. Va exercir de ministre d'Estat per a les minories quan Najma Heptulla era el ministre del gabinet. Després de la renúncia de Najma Heptulla el 12 de juliol de 2016, Naqvi va ser assignat al càrrec independent del ministeri.
El ministeri també està involucrat amb les minories lingüístiques i el despatx del Comissari per a les Minories Lingüístiques, representació de la comunitat anglo-índia, protecció i preservació dels santuaris no musulmans al Pakistan i dels santuaris musulmans a l'Índia en termes de Pant-Mirza. Acord de 1955, en consulta amb el Ministeri d'Afers Exteriors. El ministre encarregat també és el president del Consell Central de Wakf, Índia, que gestiona el funcionament de les juntes estatals del Wakf. El Ministeri d'Afers Minoritaris proporciona beques Moma als estudiants comunitaris minoritaris de l'Índia cada any. Moma Scholarship és un programa de beques del Ministeri d'Afers Minoritaris iniciat amb l'objectiu d'ajudar els estudiants de les comunitats minoritàries que no és econòmicament forta i vol cursar estudis superiors a l'Índia. Les comunitats minoritàries de l'Índia inclouen musulmans, sikhs, cristians, budistes, parsis i jains. El govern de l'Índia atorga la beca als estudiants a través del govern estatal / UT. La beca s'atorga als cursos de grau i postgrau.
Les minories lingüístiques, segons la Constitució índia, haurien de designar un oficial especial.
Article Constituional: 350B.
1. El president ha de designar un oficial especial per a les minories lingüístiques.
2. Serà el deure del responsable especial investigar tots els assumptes relacionats amb les garanties previstes per a les minories lingüístiques en virtut d'aquesta Constitució i informar al president sobre les qüestions en els intervals que el President pugui dirigir, i el president farà que tots aquests informes siguin es posarà davant de cada Cambra del Parlament i s'envia als governs dels estats interessats.

Es vol decidir sobre la base dels estats, ja que els estats s'han format sobre la base lingüística.

## Ministres
El ministre d'Afers Minoritaris és el cap del Ministeri d'Afers Minoritaris i un dels ministres del gabinet del govern de l'Índia.
| Nom                 | Fotografia | Temps de ofiçament    | Temps de ofiçament    | Partit polític                                    | Partit polític | Primer ministre |
| ------------------- | ---------- | --------------------- | --------------------- | ------------------------------------------------- | -------------- | --------------- |
| A. R. Antulay       |            | 29 de Juliol del 2006 | 19 de Gener del 2009  | Congrés Nacional Indi(Aliança progressiva unida)  |                | Manmohan Singh  |
| Salman Khurshid     |            | 19 de Gener del 2009  | 28 d'Octubre del 2012 | Congrés Nacional Indi(Aliança progressiva unida)  |                | Manmohan Singh  |
| K. Rahman Khan      |            | 28 d'Octubre del 2012 | 26 de Maig del 2014   | Congrés Nacional Indi(Aliança progressiva unida)  |                | Manmohan Singh  |
| Najma Heptulla      |            | 26 de Maig del 2014   | 12 de Juliol del 2016 | Partit Popular Indi(Aliança Democràtica Nacional) |                | Narendra Modi   |
| Mukhtar Abbas Naqvi |            | 12 de Juliol del 2016 | Present               | Partit Popular Indi(Aliança Democràtica Nacional) |                | Narendra Modi   |

## Organitzacions
- Organismes constitucionals i estatutaris
  - Consell Central de Wakf (CWC)
  - Comissió Nacional per a Minories (NCM)
  - Comissari de Minories Lingüístiques (CLM)
- Organismes autònoms
  - Fundació Educació Maulana Azad (MAEF)
- PSU i Joint Ventures
  - Corporació nacional per a desenvolupament i finances de minories (CNMF)

## Plans i programes de beques
- Jiyo Parsi - Esquema per a la reducció de la població de Parsis.[12]

- Nai Roshni - Esquema de desenvolupament de lideratge de dones minoritàries.[13]

- Nai Manzil - Iniciativa d'educació i vida integrada per a les comunitats minoritàries.[14]

- Nai Udaan - Suport als estudiants minoritaris que esborrin exàmens preliminars realitzats per UPSC, PSC de l'Estat i SSC.[15]

- Seekho aur Kamao (Aprendre i guanyar): Esquema de desenvolupament d'habilitats de minories.[16]

- Hamari Dharohar - Un esquema per preservar el ric patrimoni de les comunitats minoritàries de l'Índia sota el concepte general de la cultura índia.[17]

- Esquema de beques prèvies a la matrícula.[18]

- Esquema de beques post-matricials.[19]

- Esquema de beques de mèrits complets.[20]

- Beca nacional per a estudiants minoritaris de Maulana Azad.[21]
- Padho Pardesh - Esquema d'interès en subvencions en préstecs educatius per a estudis a l'estranger per als estudiants que pertanyen a les comunitats minoritàries.[22]